# Toyota Curren
Die Curren ist ein Stufenheck-Coupé des japanischen Automobilherstellers Toyota und wurde für deren Heimatmarkt von 1994 bis 1998 produziert. Eine limitierte Stückzahl der Curren wurde unter anderem auch in der Karibik, Südostasien, Südafrika und den USA vertrieben. Vorgänger der Curren war der in Kleinserie produzierte 2000VX. Schwestermodell waren die Celica und die Carina ED.
Das Modell entstand auf Basis der Celica in der US-Version. Zur Wahl stand die Curren in den fünf Interieurversionen XS, XS Tourist, ZS, FS und TS. Wobei sich das Interieur der Versionen FS, XS und ZS glich, waren die anderen Modellversionen mit eigenen Armaturenbrett und Instrumententafeln ausgestattet worden, die sich voneinander nicht nur im Aussehen unterschieden, sondern jedes auch eine andere Anordnung der Instrumente hatte.
FS und XS waren mit einem Vierzylindermotor des Types 3S-FE ausgestattet und eine Leistung von 103 kW (140 PS) hatte. Der ZS war in zwei Getriebeversionen erhältlich. Die Motorisierung stellte hier ein 3S-GE Twin Cam Sport mit einer Leistung von 125 kW (170 PS) beim Automatikgetriebe oder 132 kW (180 PS) beim manuellen Schaltgetriebe. Der TS dagegen war mit dem 92 kW (125 PS) starken 4S-FE erhältlich.
Die Sportversion Curren GT-FOUR erschien erst im Juli 1996 und war mit einem 5-Gang-Schaltgetriebe oder auf Wunsch mit einer 4-Stufen-Automatik ausgeliefert worden. Im Gegensatz zu den anderen Curren-Modellen hatte die GT-FOUR permanenten Allradantrieb. Zeitgleich wurde auch das sportliche TRD-Modell aufgesetzt, welches mit dem 132 kW starken 3S-GE ausgerüstet wurde. Vom TRD-Modell wurden lediglich 300 Einheiten je Monat produziert.
Erste Änderungen am Curren fanden im Oktober 1995 statt. So wurden Servolenkung und Fahrerairbag Standard. Äußere Änderungen machte Toyota an der Stoßstange und verpasste dem Curren neue Rücklichter. Das im Juli 1996 aufgelegte TRD-Modell bot darüber hinaus einen Beifahrerairbag, ABS und getönte Scheiben als Standard. Mit dem Produktionsende im Dezember 1998 wurden bis dahin 44.686 Einheiten der Curren produziert.

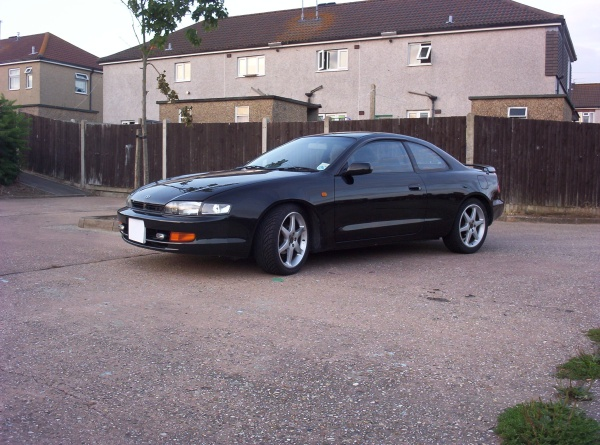
Toyota Curren (1994–1995)
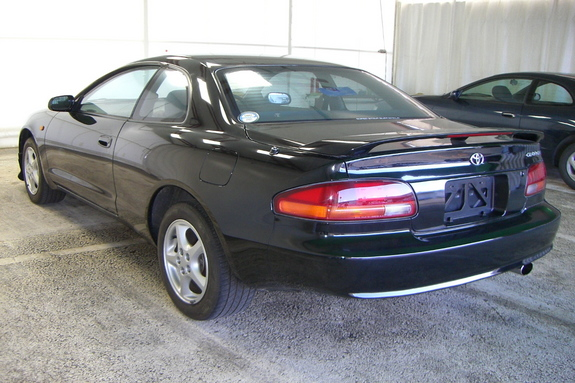
Heck des Curren
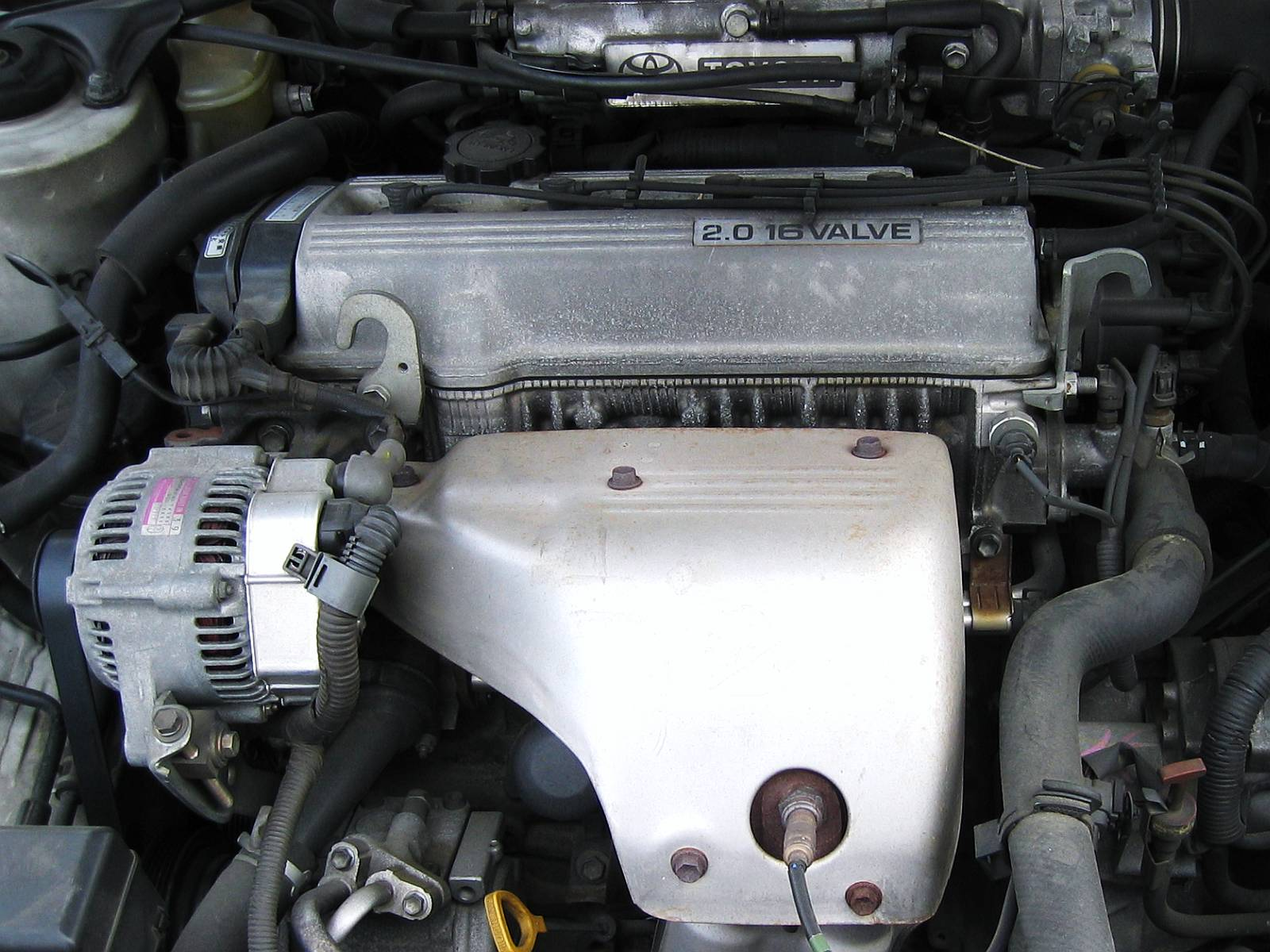
Motor des Curren XS 4AT (103 kW)
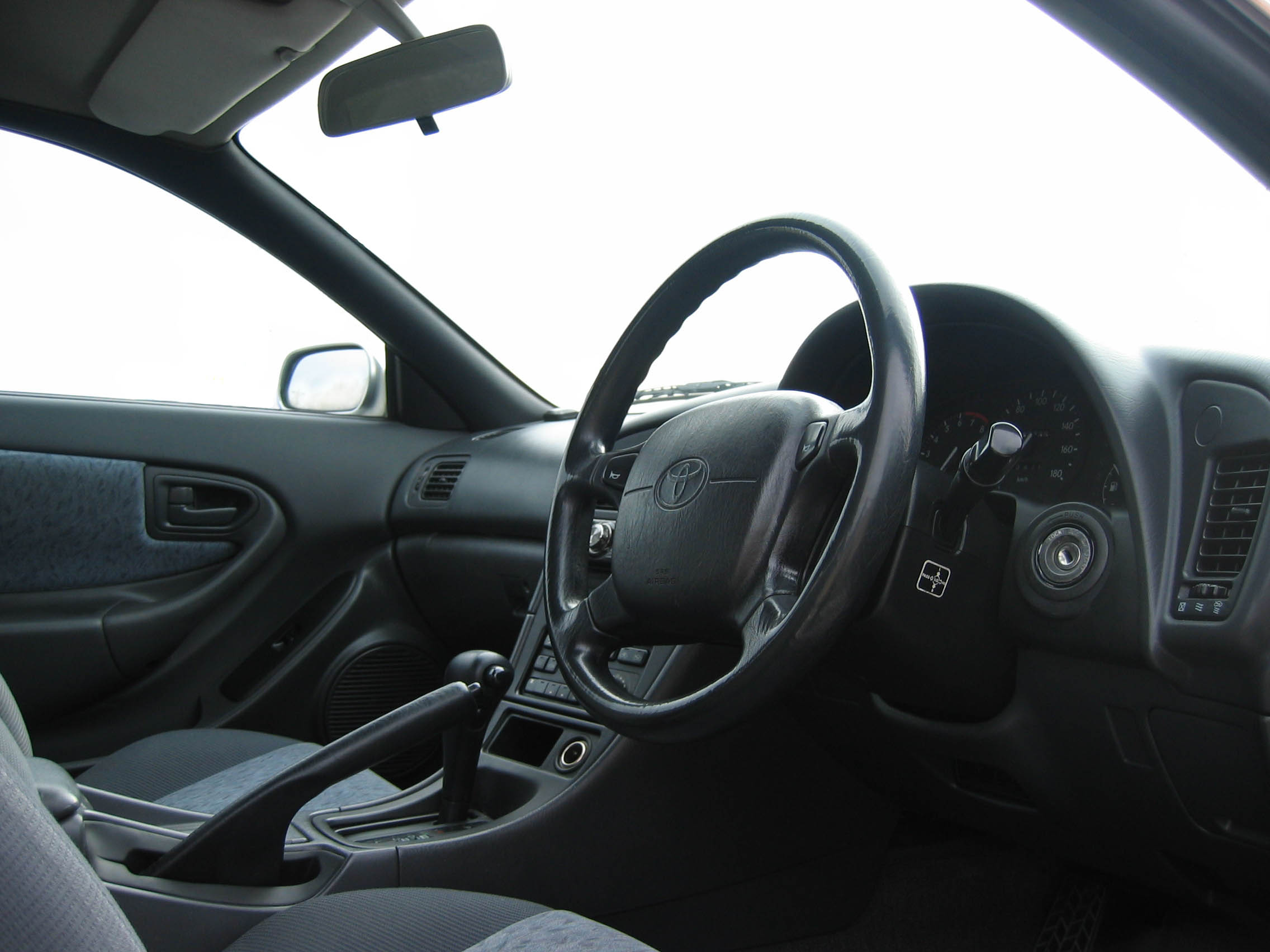
Interieur des Curren XS 4AT
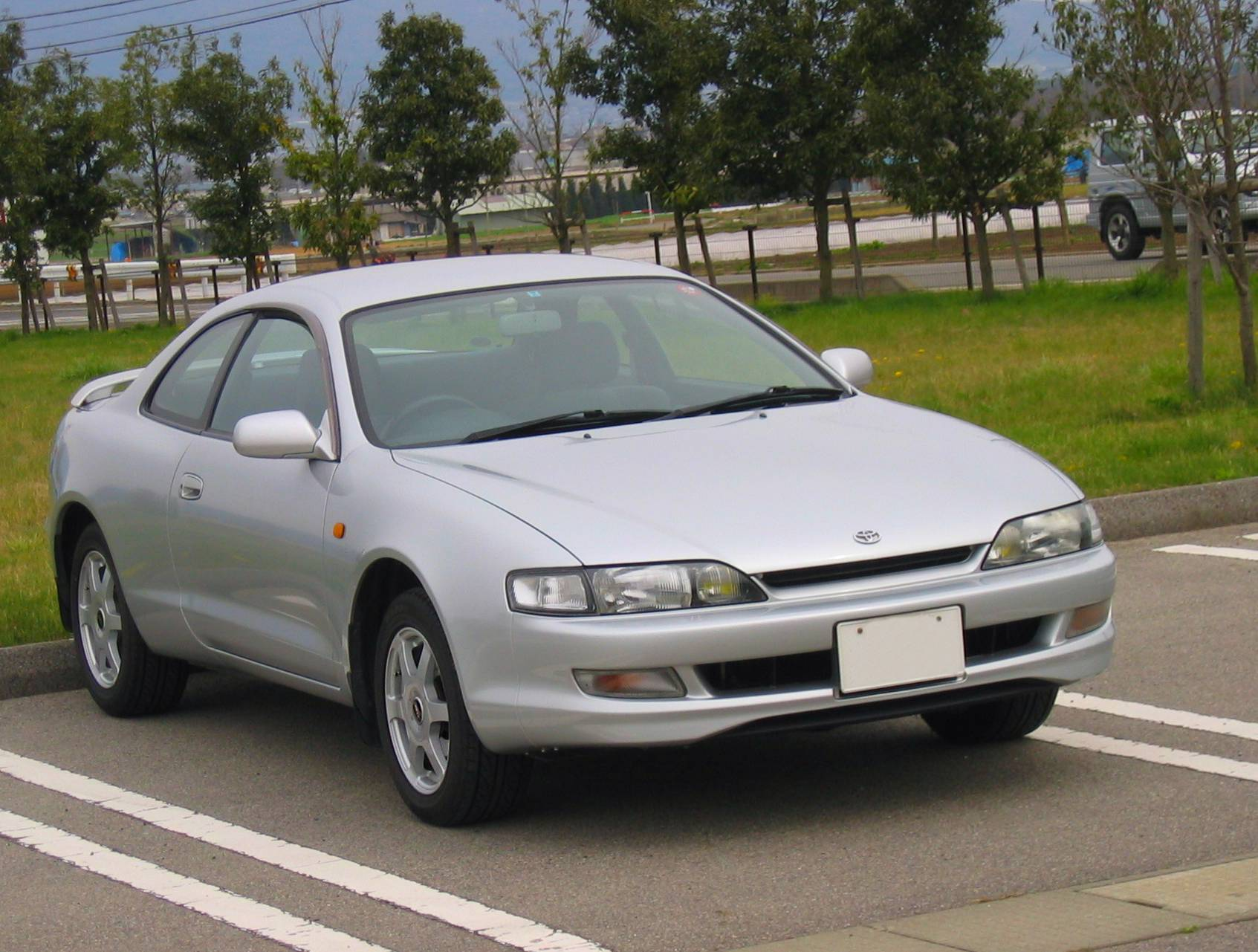
Toyota Curren (1995–1998)
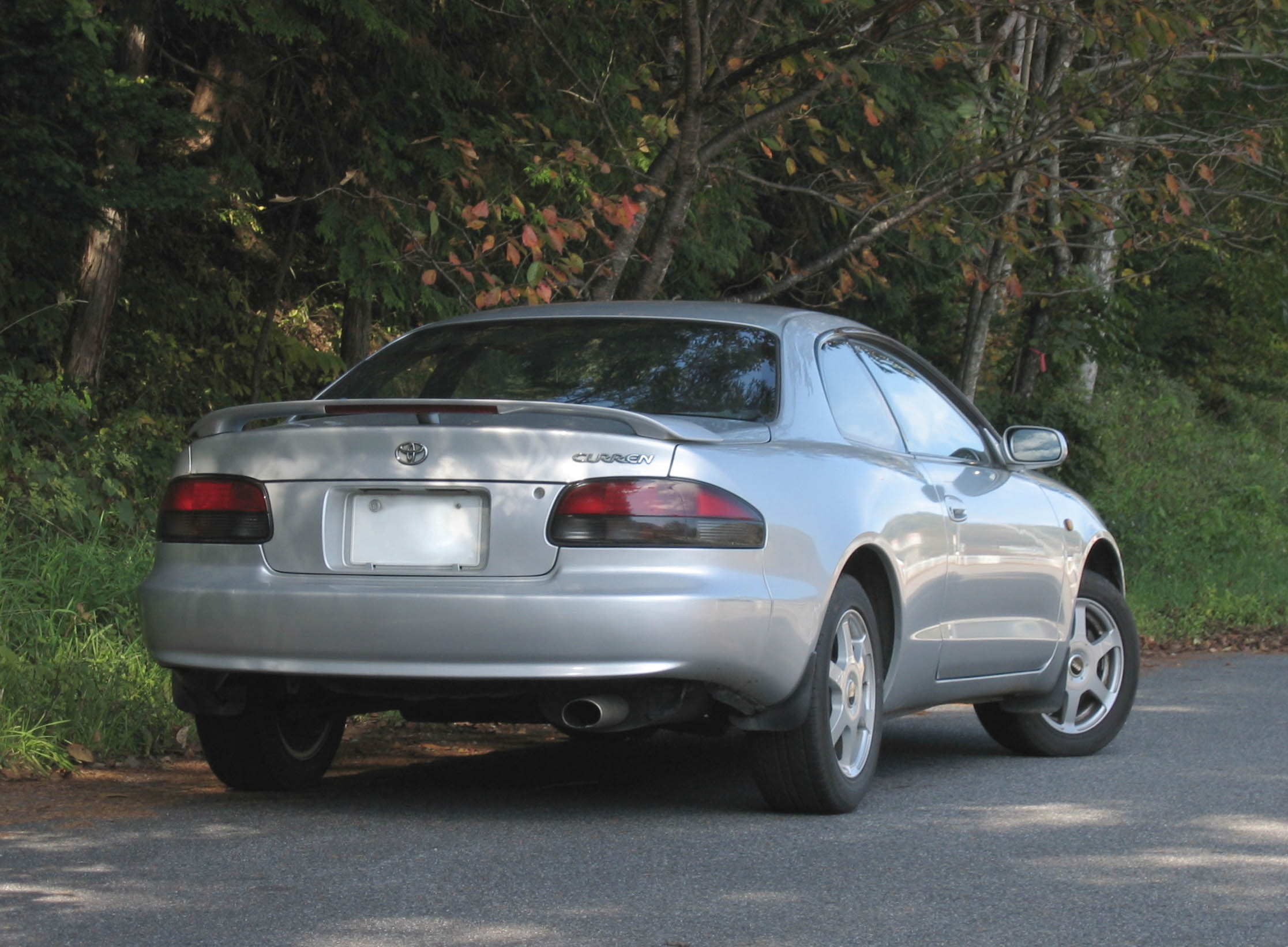
Heck des überarbeiteten Curren